# Nanni Moretti
Giovanni Moretti (Brunico, 19 de agosto de 1953), más conocido como Nanni Moretti, es un director, actor, productor y guionista cinematográfico italiano,  sus obras se caracterizan por la ironía y el sarcasmo con el que aborda los lugares comunes y las problemáticas de la juventud y por su aguda crítica social.

## Biografía

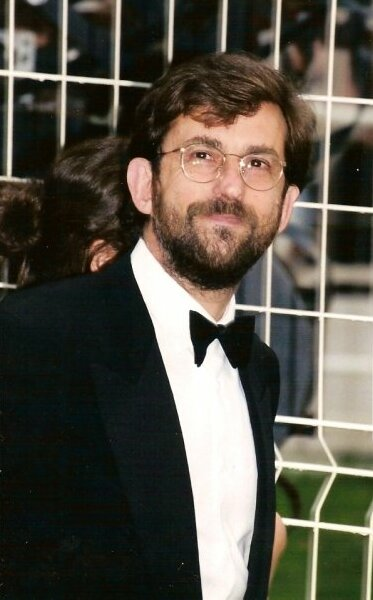
Nanni Moretti en Cannes.

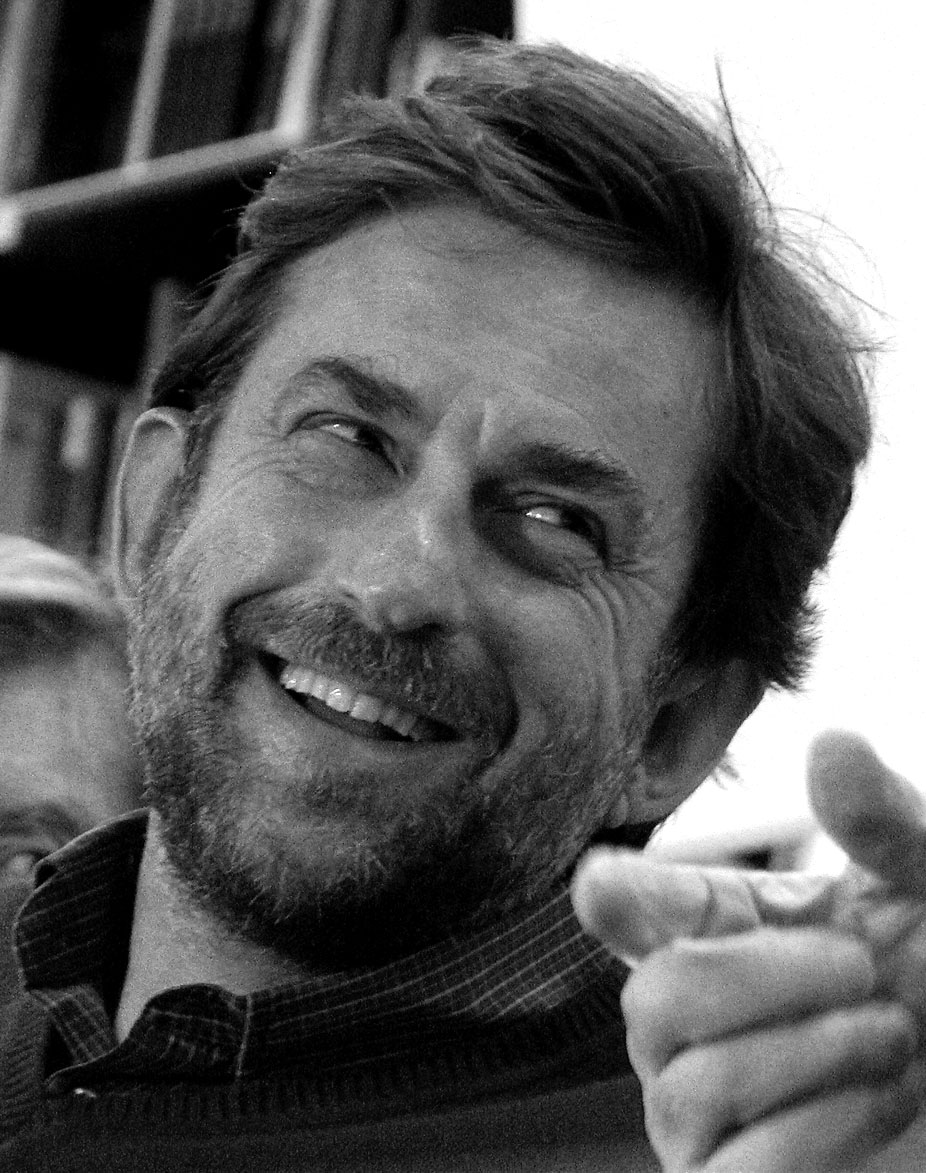
Nanni Moretti en 2007.

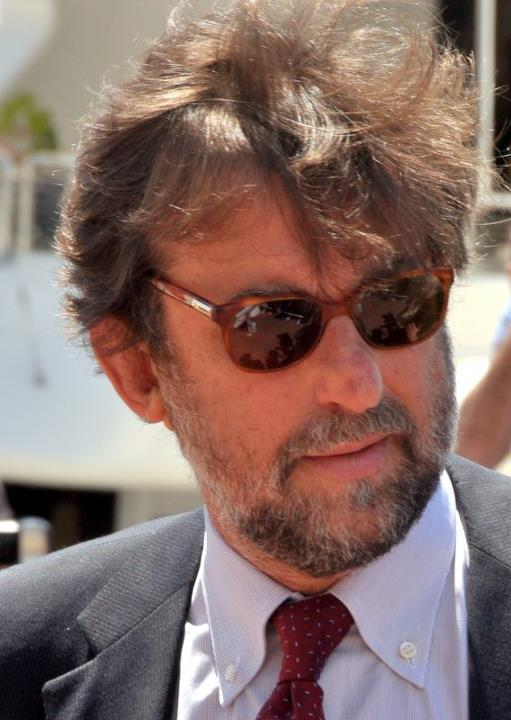
Nanni Moretti en Cannes (2012).

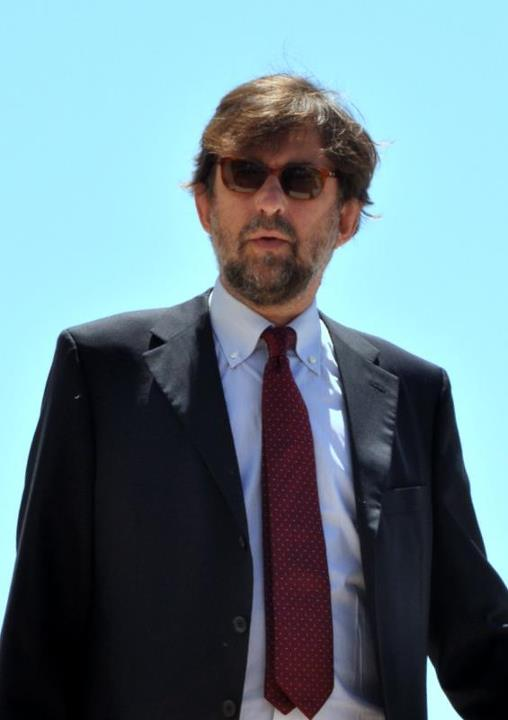
Nanni Moretti en Cannes (2012).

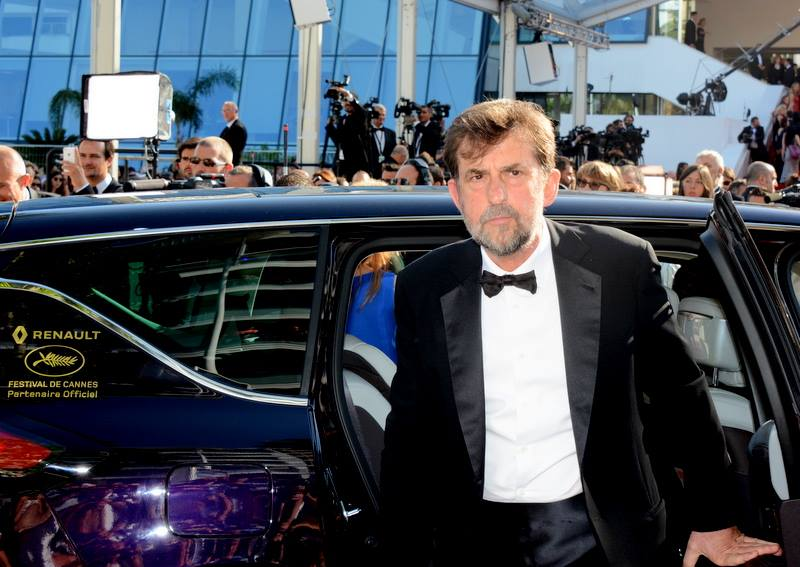
Nanni Moretti en Cannes (2015).

Nació en Brunico (provincia de Bolzano), localidad en la que sus padres se encontraban de vacaciones. Transcurrió su infancia en Roma y desde la adolescencia empieza a cultivar sus dos grandes aficiones, el waterpolo y el cine.

### Los inicios en los años setenta
Sus comienzos como realizador se remontan a 1973, con el cortometraje La sconfitta (La derrota), historia de la crisis de un militante de los movimientos del 68 en clave de humor, al que sigue el también cortometraje Paté de bourgeois (juego de palabras entre paté de foiegrass y épater les bourgeois) y, en 1974, el mediometraje Come parli frate?, parodia de Los novios, de Manzoni en que interpreta el papel de Don Rodrigo. En 1976 rueda su primer largometraje, Io sono un autarchico (Soy un autárquico), en el que aparece por primera vez su personaje Michele Apicella. Ese mismo año los hermanos Taviani le ofrecen un papel en su destacada Padre padrone. Su primera película con medios profesionales se remonta a 1978, Ecce bombo, que consigue un inesperado éxito de público y económico, que hace a la crítica reparar en él. En los años siguientes dirigirá y protagonizará múltiples películas.

### Años Ochenta
En 1981 se estrenó Sogni d'oro, la primera película rodada en 35 mm, con la que Moretti participó en el Festival Internacional de Cine de Venecia obteniendo el León de Plata - Gran Premio del Jurado, pero que no cosechó el mismo éxito de público que las dos películas anteriores. En 1984 se estrenó Bianca, cuyo tema propone, además de los elementos típicos de las películas de Moretti, también una trama de una película amarilla. En 1985 fue el turno de La messa è finita en la que Moretti, deja de interpretar el papel de Michele Apicella y se convierte en el sacerdote Don Giulio; la película, que cuenta con la presencia de impecables actores secundarios como Marco Messeri y Ferruccio De Ceresa, gana el Oso de Plata en el Festival de Cine de Berlín en 1986.
En 1987 fundó con Angelo Barbagallo, Sacher Film, una productora cinematográfica con el objetivo de dar espacio a un cine comprometido realizado por nuevos autores.  El nombre está inspirado en uno de sus postres favoritos, la tarta Sacher, mencionada primero en Sogni d'oro y luego en la película Bianca en la que durante una cena uno de los comensales afirma no conocer la tarta Sacher con la frase que se ha hecho famosa: "¡Sigamos así, hagamos daño!". En el mismo año Sacher Film produjo su primera película, la exitosa Italian Night, dirigida por Carlo Mazzacurati y protagonizada por Marco Messeri en el mismo año.  En 1988 fue el turno de Domani accaderà de Daniele Luchetti, en la que Moretti desempeñó un pequeño papel.
En 1989 Moretti rodó Palombella rossa, una película en la que el contenido político ya no parece entenderse, sino que constituye una parte integral de la historia; El título hace referencia a la palombela, término utilizado en el juego de waterpolo para indicar un tiro similar al balón en el juego de fútbol. En la película inserta algunos clips de su primer cortometraje (La sconfitta). En una escena, el propio Moretti, actor y director, señalaba el camino a la izquierda italiana, al Partido Comunista, exhortándolo a abrirse al pueblo, a las mujeres, a los jóvenes... a ser transversales.

### Los años noventa y el compromiso político
En 1990 realizó un mediometraje documental, La Cosa (el título hace referencia a la definición de Achille Occhetto del futuro órgano político resultante de la transformación del Partido Comunista Italiano). La película, filmada en 16 mm y transmitida por la RAI y en algunos cines seleccionados, ilustra el debate interno entre los militantes comunistas en el contexto de la refundación del Partido. En 1991 coprotagonizó la película Il portaborse de Daniele Luchetti, donde interpretó al infame ministro Cesare Botero. La película "obtiene un gran éxito también por las referencias a la situación política italiana del momento", y Moretti gana el David di Donatello al mejor actor.
En el mismo año se hizo cargo y renovó un antiguo cine en el barrio romano de Trastévere, el Cine Nuovo, con la intención de crear un nuevo tipo de espacio en el campo de los cines (proyección de productos comprometidos, centro de debate, biblioteca temática, etc.). El 1 de noviembre de 1991 se inauguró el Cinema Nuovo Sacher con la proyección de la película Riff Raff de Ken Loach, ejemplo de ese cine comprometido que Moretti busca para su cine y su público.
En 1993 realiza Caro diario (Querido diario), película constituida por tres episodios de carácter autobiográfico, enfocados con estilo documental, en los que Moretti se interpreta a sí mismo, que obtiene el premio al mejor director del festival de Cannes de 1994. A partir de ese momento se acentúa la implicación política de Moretti, coincidiendo con el paso del financiero Silvio Berlusconi a la política. Coordina y produce L'unico paese al mondo, película en nueve episodios (del que dirige además el último) que presenta una visión pesimista de las eventuales consecuencias de la victoria de la coalición de centro-derecha encabezada por Berlusconi.
En 1998 aparece Aprile (Abril) en la que Moretti se interpreta de nuevo a sí mismo, en las fechas del nacimiento de su hijo y de las vísperas de la victoria electoral de la coalición de centro-izquierda liderada por Romano Prodi. En un momento determinado Moretti ve por televisión un debate entre los principales líderes políticos en vísperas de las elecciones legislativas de abril de 1996, exasperado ante la moderación del líder izquierdista italiano Massimo D'Alema frente al discurso de Silvio Berlusconi, le solicita "D'Alema, di algo de izquierdas".

### De la Palma de Oro de Cannes a hoy
En 2001 dirige La stanza del figlio (La habitación del hijo), película que narra las consecuencias que la muerte accidental de un hijo provoca en una familia pequeño-burguesa. La película gana la Palma de Oro del Festival de Cannes.
En 2002 rueda The Last Customer, documental en el que se describe la historia de una familia de Nueva York obligada a cerrar la farmacia que gestiona durante dos generaciones a causa de la inminente destrucción del edificio en la que se encuentra.
En 2003 presenta Il grido d'angoscia dell'uccello predatore — Tagli d'aprile (El grito de angustia del ave depredadora — Recortes de abril), realizado a partir de fragmentos de Aprile.
En 2006 vuelve al largometraje rodando Il Caimano (El caimán), inspirado en la figura de Silvio Berlusconi. La película, presentada en plena campaña electoral para las elecciones políticas de ese mismo año, ha suscitado numerosas polémicas presentando visiones apocalípticas seguido de un rechazo al líder de Forza Italia y le insta a abandonar el poder. Además, están presentes en la película pasajes de comparecencias televisivas de Berlusconi.
En 2007 Nanni Moretti aceptó el nombramiento de nuevo director artístico del Festival de Cine de Turín.
Es protagonista y guionista de la película Caos calmo, del libro homónimo de Sandro Veronesi y dirigido por Antonello Grimaldi, cuya salida a las salas se produjo el 8 de febrero de 2008.
Posteriormente, el mismo Moretti anunció dos nuevos documentales; È successo in Italia sobre el ascenso en política de Silvio Berlusconi y un proyecto todavía sin título sobre el PCI.
En 2011 fue estrenada Habemus Papam, undécima película de Nanni Moretti, rodada en Roma. Aparece como protagonista Michel Piccoli y la participación de Jerzy Stuhr, Renato Zapato, Margherita Buy, Franco Graziosi y el mismo Moretti. Se ha presentado en concurso al Festival de Cannes 2011.
El 16 de abril de 2015 se estrenó la película Mia madre con Margherita Buy, John Turturro, Giulia Lazzarini y el propio Moretti. La película fue presentada en competición en el Festival de Cannes 2015, donde recibió una excelente recepción por parte de la prensa extranjera y una buena recepción por parte del público.
El 23 de noviembre de 2016 presentó en el Festival de Cine de Turín una versión 4K restaurada de Palombella rossa y desde el 3 de abril de 2017 partió para una gira de presentación, comenzando desde el cine Arsenale en Pisa.
El mismo año realizó el cortometraje Piazza Mazzini y participó de nuevo en el Festival de Cine de Turín para el trigésimo aniversario de Notte italiana en memoria de Carlo Mazzacurati. El 30 de octubre de 2017 participa como invitado en el Festival de Cine de Roma y presenta el cortometraje inédito Autobiografía del Fantasma. Durante la noche declaró que había vencido un tumor.
El 6 de diciembre de 2018, menos de un mes después de su presentación en el Festival de Cine de Turín, se estrenó el documental  Santiago, Italia sobre la dictadura de Pinochet filmado a fines del verano de 2017, después de su viaje a Chile.
En la primavera de 2019 dirigió Tre piani (Tres pisos) cuya fecha de estreno estaba prevista para el 23 de abril de 2020 con la siguiente participación en el Festival de Cannes pero ambas se trasladan al año siguiente debido a la pandemia de COVID-19. Esta es la primera película de Nanni Moretti inspirada en una novela, Tre piani, del escritor israelí Eshkol Nevo.
El 12 de octubre de 2020 regresa al cine con una versión restaurada de Caro Diario y parte para una gira de presentación, comenzando desde Perugia, el 9 de octubre desde Post Modernissimo.
En octubre de 2022, un mes después del estreno en el Festival Internacional de Cine de Toronto 2022, regresa al cine como actor en el reparto de Il colibrì (El colibrí) dirigida por Francesca Archibugi, una película inspirada en la novela homónima de Sandro Veronesi.
En 2023 estrena Il sol dell'avvenire (El sol del futuro) que trata el tema del envejecimiento y, a través del metacine, la controvertida relación entre el PCI y la URSS en el contexto de la represión soviética de los revolucionarios democráticos en Hungría en 1956. Silvio Orlando y Margherita Buy están de vuelta en el elenco.

## Posiciones políticas
Siempre cercano a los ideales de la izquierda, en 2002, Moretti ejerció como líder y portavoz de un numeroso grupo de ciudadanos críticos contra los políticos tanto de centro-derecha (en el poder) como de centro-izquierda (en la oposición), con las pésimas prácticas de Berlusconi y fue uno de los promotores de los movimientos de protesta conocidos como girotondi  que llegaron a rodear el Palacio de Justicia de Milán bajo el lema “Girotonde per la democrazia”. Es de este período el famoso "grito de Piazza Navona", un breve discurso en un mitin de L'Ulivo en el que criticó duramente a los líderes del centro-izquierda que habían hablado desde el mismo escenario antes que él, y por el cual en abril de 2014 será condenado a una indemnización por daños y perjuicios, cuantificada en 7 276 euros, por difamación de Emilio Fede, definido por Moretti como "un personaje violento".  El 22 de febrero de 2013, durante la campaña de las siguientes elecciones, asistió en el escenario del Teatro Ambra Jovinelli en Roma al último mitin electoral del Partido Democrático de Pier Luigi Bersani.

## Vida privada
Fue compañero sentimental de Silvia Nono, hija del músico Luigi Nono, con quien tuvo a su hijo Pietro en 1996. Nanni Moretti es ateo, pero prefiere el término "no creyente". El 13 de mayo de 2011, después de la presentación de su película Habemus Papam, durante el encuentro con la prensa declaró "No soy creyente y lo siento". Algún tiempo antes del estreno de Caro diario se recupera del linfoma de Hodgkin, una experiencia contada de manera irónica en el episodio final de la película. Ha vivido desde principios de los años 80 en el distrito romano Monteverde Vecchio después de vivir en los años de infancia y primera juventud en el distrito de Trieste.

## Filmografía

### Largometrajes
- 1974: Come parli, frate?
- 1976: Io sono un autarchico
- 1978: Ecce bombo
- 1981: Sueños dorados
- 1984: Bianca
- 1985: La messa è finita
- 1989: Vaselina roja
- 1993: Caro diario
- 1994: L'unico paese al mondo (segmento «L'unico paese al mondo»)
- 1998: Abril
- 2001: La habitación del hijo
- 2006: El caimán
- 2007: Chacun son cinéma (segmento «Diario di uno spettatore»)
- 2011: Habemus papam
- 2015: Mia madre
- 2020: Tres pisos
- 2023: El sol del futuro

### Cortometrajes y documentales
- 1973: Paté de bourgeois (cortometraje)
- 1973: La sconfitta (cortometraje)
- 1977: Un autarchico a 'palazzo' (cortometraje)
- 1990: La cosa (documental)
- 1996: Il giorno della prima di Close Up (cortometraje)
- 2003: Il grido d'angoscia dell'uccello predatore - 20 tagli d'aprile (cortometraje)
- 2003: The Last Customer (documental corto)
- 2006: Il diario del caimano (documental corto)
- 2007: L'ultimo campionato (documental corto)
- 2018: Santiago, Italia (documental)

## Premios y distinciones
Festival Internacional de Cine de Cannes
| Año  | Categoría                   | Película               | Resultado |
| ---- | --------------------------- | ---------------------- | --------- |
| 1994 | Mejor Director              | Caro diario            | Ganador   |
| 2001 | Palma de Oro                | La habitación del hijo | Ganador   |
| 2001 | Premio de la Crítica        | La habitación del hijo | Ganador   |
| 2015 | Premio del Jurado Ecuménico | Mia madre              | Ganador   |

Festival Internacional de Cine de Venecia
| Año  | Categoría                              | Película       | Resultado |
| ---- | -------------------------------------- | -------------- | --------- |
| 1981 | León de Plata - Gran Premio del Jurado | Sueños dorados | Ganador   |
| 1989 | Premio Filmcritica "Bastone Bianco"    | Vaselina roja  | Ganador   |

Festival Internacional de Cine de Berlín
| Año  | Categoría                             | Película             | Resultado |
| ---- | ------------------------------------- | -------------------- | --------- |
| 1986 | Oso del Plata, Gran Premio del Jurado | La misa ha terminado | Ganador   |